# Соленоид

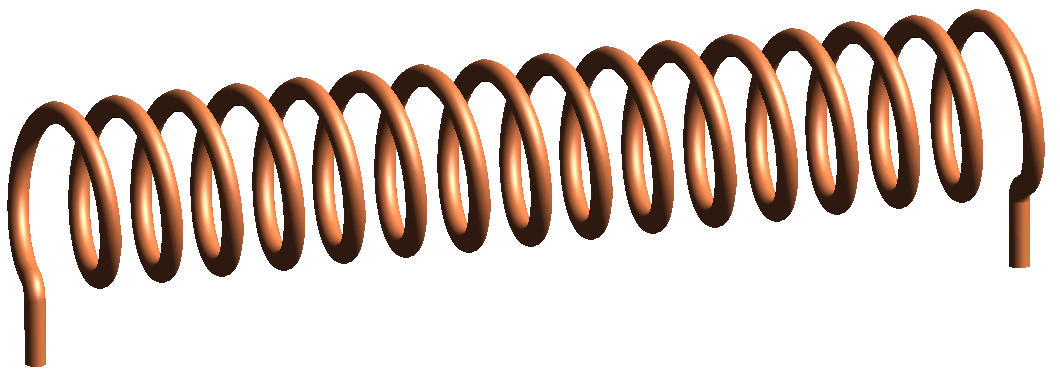
Соленоид с однослойной намоткой.

Образование магнитного потока в соленоиде. В центре по длине на оси соленоида магнитное поле практически однородно.

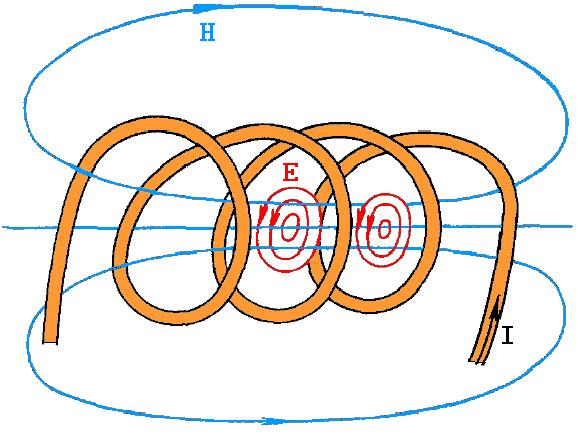
Схема магнитных и вихревых электрических полей в соленоиде при протекании по обмотке переменного тока.

Солено́ид (от греч. σωλήνας [солинаc] «труба» + др.-греч. εἶδος [эйдос] «подобный, похожий») — разновидность катушки индуктивности.
Конструктивно длинные соленоиды имеют как однослойную намотку (см. рис.), так и многослойную.

Также часто соленоидами называют электромеханические исполнительные механизмы, обычно со втягиваемым ферромагнитным сердечником. В таком применении соленоид почти всегда снабжается внешним ферромагнитным магнитопроводом, обычно называемым ярмом.
Бесконечно длинный соленоид — это соленоид, длина которого стремится к бесконечности (то есть его длина много больше его поперечных размеров).

## Соленоид на постоянном токе
Если длина соленоида намного больше его диаметра и не используется магнитный материал, то при протекании тока по обмотке внутри катушки создаётся магнитное поле, направленное вдоль оси, которое однородно и для постоянного тока по величине равно:
{\displaystyle B=\mu _{0}nI} (СИ) {\displaystyle \qquad (1),}
{\displaystyle B={\frac {4\pi }{c}}nI} (СГС) {\displaystyle \qquad (2),}
где
{\displaystyle \mu _{0}} — магнитная проницаемость вакуума,
{\displaystyle n=N/l} — число витков на единицу длины соленоида,
{\displaystyle N} — число витков,
{\displaystyle l} — длина соленоида,
{\displaystyle I} — ток в обмотке.
Вследствие того, что две половины бесконечного соленоида в точке их соединения вносят одинаковый вклад в магнитное поле, магнитная индукция полубесконечного соленоида у его края вдвое меньше, чем в объёме. То же самое можно сказать о поле на краях конечного, но достаточно длинного соленоида:
{\displaystyle B_{\mathrm {KP} }={\frac {1}{2}}\mu _{0}nI} (СИ) {\displaystyle \qquad (3).}
При протекании тока соленоид запасает энергию, равную работе, которую необходимо совершить для установления текущего тока {\displaystyle I}. Величина этой энергии равна
{\displaystyle E_{\mathrm {coxp} }={{\Psi I} \over 2}={{LI^{2}} \over 2}\qquad (4),}
где
{\displaystyle \Psi =N\Phi } — потокосцепление,
{\displaystyle \Phi } — магнитный поток в соленоиде,
{\displaystyle L} — индуктивность соленоида.
При изменении тока в соленоиде возникает ЭДС самоиндукции, значение которой
{\displaystyle \varepsilon =-L{dI \over dt}\qquad (5)}.

## Индуктивность соленоида
Индуктивность соленоида выражается следующим образом:
{\displaystyle L=\mu _{0}n^{2}V\!={\frac {\mu _{0}}{4\pi }}{\frac {z^{2}}{l}}} (СИ) {\displaystyle \qquad (6),}
{\displaystyle L=4\pi n^{2}V\!={\frac {z^{2}}{l}}} (СГС) {\displaystyle \qquad (7),}
где
{\displaystyle \mu _{0}} — магнитная проницаемость вакуума,
{\displaystyle n=N/l} — число витков на единицу длины соленоида,
{\displaystyle N} — число витков,
{\displaystyle V=Sl} — объём соленоида,
{\displaystyle z=\pi dN} — длина проводника, намотанного на соленоид,
{\displaystyle S=\pi d^{2}/4} — площадь поперечного сечения соленоида,
{\displaystyle l} — длина соленоида,
{\displaystyle d} — диаметр витка.
Без использования магнитного материала магнитная индукция {\displaystyle B} в пределах соленоида является фактически постоянной и равна
{\displaystyle B=\mu _{0}{\frac {N}{l}}I=\mu _{0}nI\qquad (8),}
где {\displaystyle I} — сила тока. Пренебрегая краевыми эффектами на концах соленоида, получим, что потокосцепление {\displaystyle \Psi } через катушку равно магнитной индукции {\displaystyle B}, умноженной на площадь поперечного сечения {\displaystyle S} и число витков {\displaystyle N}:
{\displaystyle \displaystyle \Psi =BSN=\mu _{0}N^{2}IS/l=\mu _{0}n^{2}VI=LI\qquad (9).}
Отсюда следует формула для индуктивности соленоида
{\displaystyle \displaystyle L=\mu _{0}N^{2}S/l=\mu _{0}n^{2}V\qquad (10),} эквивалентная предыдущим двум формулам.

## Соленоид на переменном токе
При переменном токе соленоид создаёт переменное магнитное поле. Если соленоид используется как электромагнит, то на переменном токе величина силы притяжения изменяется. В случае якоря из магнитомягкого материала направление силы притяжения не изменяется. В случае магнитного якоря направление силы меняется. На переменном токе соленоид имеет комплексное сопротивление, активная составляющая которого определяется активным сопротивлением обмотки, а реактивная составляющая определяется индуктивностью обмотки.

## Применение
Соленоиды постоянного тока чаще всего применяются как поступательный силовой электропривод. В отличие от обычных электромагнитов обеспечивает большой ход. Силовая характеристика зависит от строения магнитной системы (сердечника и корпуса) и может быть близка к линейной.
Соленоиды приводят в движение ножницы для отрезания билетов и чеков в кассовых аппаратах, язычки замков, клапаны в двигателях, гидравлических системах и пр. Один из самых известных примеров — «тяговое реле» автомобильного стартёра. Большое распространение соленоиды получили в энергетике, найдя широкое применение в приводах высоковольтных выключателей.
Соленоиды на переменном токе применяются в качестве индуктора для индукционного нагрева в индукционных тигельных печах.

## Примечание
1. 1 2  
Савельев И. В. (1982), с. 148–152.